# Echobelly
Echobelly é uma banda do Reino Unido.
Foi apadrinhada por Morrissey (ex-vocalista do The Smiths)